# Амеля
Амѐля (на италиански: Ameglia, на местен диалект Amègia, Амеджа) е малко градче и община в северозападна Италия, провинция Специя, регион Лигурия. Разположено е на 89 m надморска височина близо до брега на Лигурското море. Населението на общината е 4463 души (към 2011 г.).
В общинската територия се намира устието на река Магра.